# Gneisenau (csatacirkáló)
A Gneisenau volt a Kriegsmarine második Scharnhorst-osztályú csatahajója. Egyetlen testvérhajója az osztály névadó egysége, a Scharnhorst volt. Ezek voltak az első német csatahajók, melyek az első világháborút követően Németországban épültek. A Gneisenau a kieli Deutsche Werke hajógyárban épült meg. Gerincfektetésére 1935. május 6-án, vízrebocsátására 1936. december 8-án került sor. Az 1938 májusában elkészült hajó kilenc darab 28 cm űrméretű ágyúból álló fő tüzérséggel rendelkezett, melyeket három lövegtoronyban helyeztek el. Később ezeket hat 38 cm-es űrméretű ágyúra tervezték lecserélni, de erre már nem került sor.
A Gneisenau a háború első felében jórészt a testvérhajójával együtt hajtott végre hadműveleteket, közte a brit kereskedelmi hajózás elleni portyákat az atlanti vizeken. Az első útjuk során egy rövid tűzharcban elsüllyesztették a brit Rawalpindi segédcirkálót. 1940 tavaszán részt vettek a Norvégia megszállását célzó Weserübung hadműveletben. A Norvégia előtti bevetés során a két hajó tűzharcot vívott a Renown csatacirkálóval, elsüllyesztették a Glorious repülőgép-hordozót és a kísérő rombolóit, majd később a Gneisenaut megtorpedózta a brit Clyde tengeralattjáró. 1941-ben az Atlanti-óceánon végrehajtott sikeres Berlin hadművelet után a két csatahajó a Bretagne-félszigeten lévő Brestben kötött ki, ahol folyamatos légitámadások célpontjaivá váltak. A Gneisenaut több találat is érte, de a sérüléseit kijavították.
1942 februárjában a két csatahajó a Prinz Eugen nehézcirkálóval együtt sikeresen visszatért Németországba a La Manche-on napközben áttörve. Kielbe való megérkezése után a Gneisenau szárazdokkba került. A február 26-án éjjel végrehajtott brit légitámadás során egy bombatalálat a fedélzetének páncélzatát áttörve az elülső lőszerraktárát érte. A kivetőtöltetek lángra kapása súlyos károkat okozott a hajóban és számos emberéletet követelt. A javítások olyannyira időigényesek lettek volna, hogy a hajó 38 cm-es ágyúkra való átfegyverzése mellett döntöttek. A 28 cm-es lövegtornyokat leszerelték róla és partvédelmi célokra alkalmazták őket. 1943-ban Hitler az átépítési munkálatok megszakítására adott utasítást. A háború végén, 1945. március 27-én Gotenhafen kikötője előtt torlaszhajóként elsüllyesztették. A hajótestet 1951-ben emelték ki és bontották le.

## Tervezése és építése

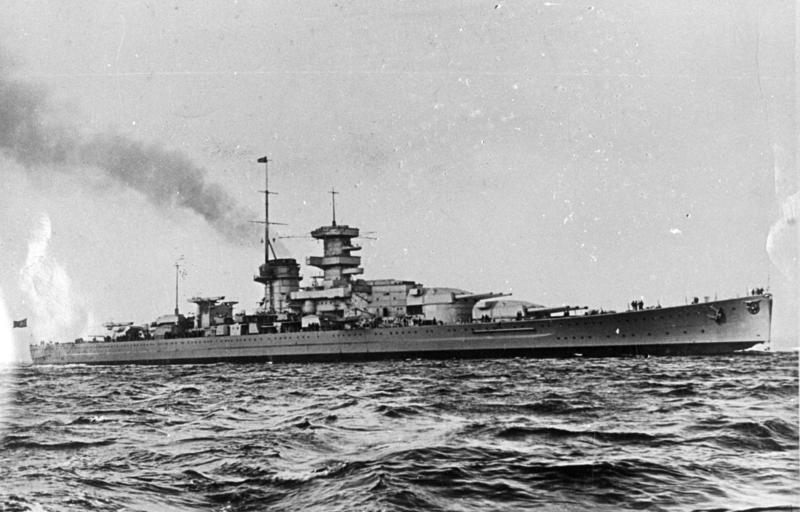
A Gneisenau 1938-ban, még az egyenes orrkiképzéssel és a kémény terelőeleme nélkül

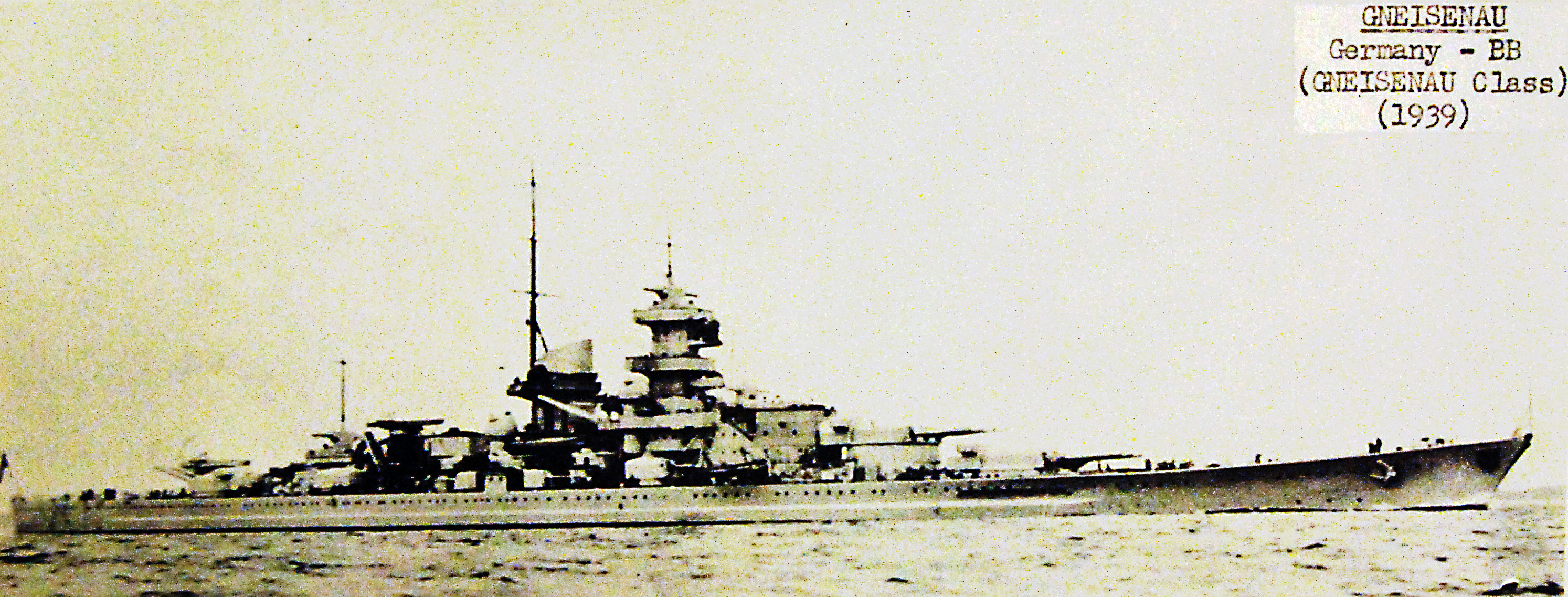
A Gneisenau egy 1939-es felvételen, már az új orrkiképzéssel, az Atlantikbuggal

A Gneisenaut Ersatz Hessen átmeneti megjelöléssel rendelték meg, névleg a régi pre-dreadnought csatahajónak, a szolgálatból kivonni tervezett Hessennek a pótlására. A megrendelési szerződésben Panzerschiff „E” megjelöléssel szerepelt. A kieli Deutsche Werke nyerte meg a pályázatot és a hajó gerincét itt fektették le 1935. május 6-án. Vízrebocsátására 1936. december 8-án került sor. A keresztelő beszédet Werner von Fritsch, a hadsereg vezérkari főnöke mondta, a keresztelést pedig Julius Maerker sorhajókapitánynak, a Gneisenau páncélos cirkáló parancsnokának özvegye végezte. A vízrebocsátáskor nem sikerült a hajótestet lefékezni és az a túloldalt lévő Hindenburg-rakpart falának ütközött. A hajótestet nem érte említésre méltó károsodás, a rakpart azonban négy méternyire benyomódott. Ezt követően terv szerint hozzáláttak a felszerelésének.
A hajót 1938 májusára jelentették késznek és e hónap 21-én állították szolgálatba. Ezen a napon meg is kezdte a tengeri próbajáratokat Erich Förste sorhajókapitány parancsnoksága alatt. Ő a legénység nagy részével együtt a Karlsruhe könnyűcirkálóról érkezett a csatahajóra. Ekkor még valójában nem készült el teljesen. A korai időpontot a Szudéta-válság miatt választották, hogy egy csatahajó szolgálatba állításával nagyobb nyomatékot adhassanak a külpolitikai célok eléréséhez.
Az első hosszabb próbaútját az Atlanti-óceán északkeleti részére tette 1938. június 30. és július 8. között. Ekkor derült fény arra, hogy erős hullámzásnál a hajóorron átcsapó víz könnyen bejut a fedélzet alá és ez elektromos zavarokat idézett elő az elülső lövegtoronynál (az Antonnál). Emiatt visszatértekor ismét szárazdokkba került és a még hátramaradt munkálatok mellett jelentősen átalakították az orr-részét is. Az eredeti függőleges hajóorr helyett egy ívelt, előrenyúló hajóorrt kapott (német megnevezése Atlantikbug avagy Atlantiksteven). A kémény tetejére egy füstterelő elemet szereltek, hogy az elülső árbóctól távol tartsák a füstöt. A munkálatokkal 1938 szeptemberében végeztek és ekkor ismét teljesen bevethetővé vált.

### Technikai adatok
Teljes hosszúsága 229,8 m volt az eredeti függőleges orrkiképzéssel, ami a klipperekéhez hasonló Atlantikbugra való lecserélése után 234,9 m lett. A vízvonal menti hajóhosszt az átépítés nem módosította, az maradt 226,0 m. A legnagyobb szélessége 30 m, legnagyobb merülése 9,9 m, vízkiszorítása üresen 32 100 t és teljes terhelés mellett 38 100 t volt.
A hajón 56 tiszt és 1613 sorállományú teljesített szolgálatot, amit a háború idején 60 tisztre és 1780 sorállományúra növeltek. Rajzászlóshajóként funkcionálva további 10 tiszt és 61 sorállományú érkezett még a fedélzetére.

### Meghajtás
A Gneisenau 12 darab olajtüzelésű nagynyomású vízcsöves kazánnal rendelkezett, melyet a brémai DeSchiMAG gyártott. Az üzemi hőmérsékletük 450 °C, az üzemi nyomásuk 58 att (56,89 bar) volt. A kazánjai 6,685 m magasak voltak és az óránkénti maximálisan előállítható gőz tömege 54,5 tonnát tett ki. A kazánokat három egymás mögött elhelyezett kazánteremben helyezték el. A Gneisenau három hajócsavarral rendelkezett és ennek megfelelően három tengellyel, melyek mindegyikét egy-egy turbina hajtotta meg – mindegyik tengelyhez tartozott egy turbinaterem. A külső tengelyek turbinatermei egymás mellett voltak elhelyezve, míg a középső hajócsavar ezek mögött, középen kapott helyet. A három turbinaberendezés mindegyike egy-egy magas, közepes és alacsony nyomású fokozattal rendelkezett az előre való haladáshoz, míg a hátrafelé haladáshoz egy-egy magas és alacsony nyomásúval. Az előre haladáshoz mindegyik turbina 53 350 le leadására volt képes, így együttesen 160 050 le teljesítményre voltak képesek. Más adatok szerint ez az érték 165 930 le volt. Hátramenetben egy turbina maximum 13 000 le teljesítménnyel tudott dolgozni, a három együtt 39 000 le-vel. Teljes kihasználtsággal a percenkénti fordulatszám 6700 volt. Az erőátvitelt a tengelyekre kerékművekkel oldották meg és azok egy 4,45 m átmérőjű háromszárnyú propellert forgattak meg. A turbinák tömege 970 t volt, a kazánoké 1100 t, a tengelyeké 366 t, a segédgépeké 80 t, így a hajtóművek össztömege 2516 t volt. Ezek révén a Gneisenau maximális sebessége elérte a 31,3 csomót.

### Fegyverzet

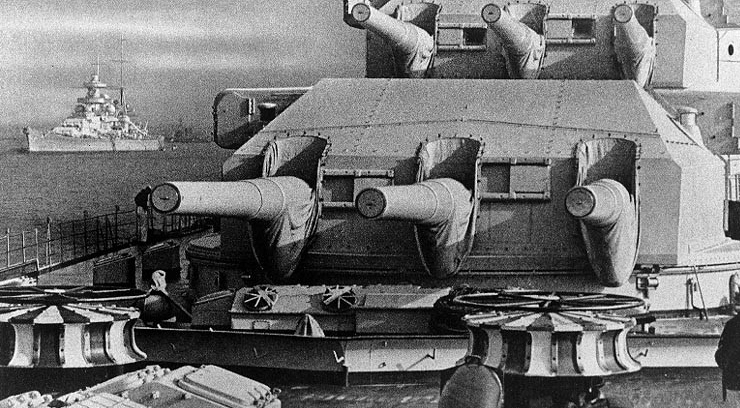
A Gneisenau első lövegtornyai egy közeli képen, háttérben a Scharnhorst

A fő fegyverzetét kilenc darab 28 cm űrméretű, 54,5 kaliberhosszúságú gyorstüzelő ágyú adta, melyeket hármasával helyeztek el három lövegtoronyban. Két lövegtorony a felépítmény előtt lépcsőzetesen került elhelyezésre (Anton és Bruno), míg a harmadik (Cäsar) a felépítmény mögött kapott helyet.
Másodlagos fegyverzetét 12 darab 15 cm űrméretű, 55 kaliberhosszúságú gyorstüzelő ágyú (15 cm SK C/28 L/55), 14 darab 10,5 cm űrméretű, 65 kaliberhosszúságú légvédelmi ágyú és 16 darab 3,7 cm űrméretű, 83 kaliberhosszúságú légvédelmi ágyú adta, amihez eleinte 10 darab 2 cm űrméretű légvédelmi ágyú tartozott. A 2 cm-es ágyúk számát 36 darabra növelték.
Hat 53,3 cm űrméretű torpedóvető csővel is ellátták 1942-ben. Ezeket a Nürnberg és a Leipzig könnyűcirkálókról szerelték le és kerültek át a csatahajóra.

### Repülőgépek

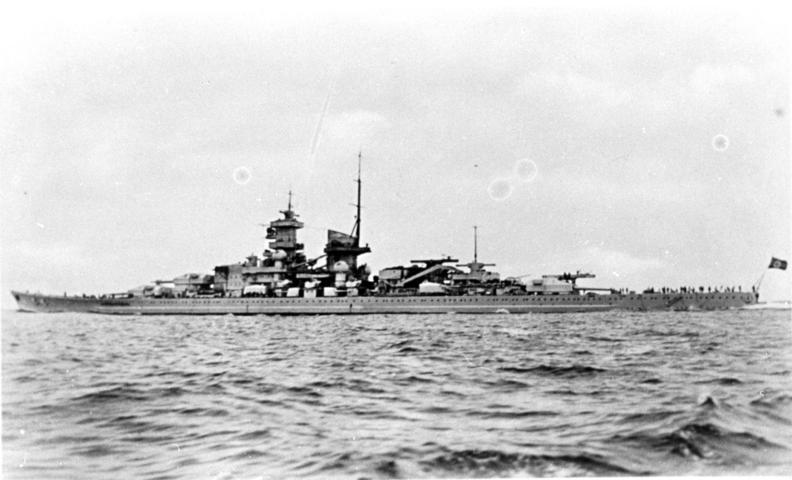
A Gneisenau jól kivehető katapultokkal

A Gneisenau eredetileg négy Arado Ar 196 típusú hidroplánnal rendelkezett, melyeket két 14 m hosszú, sűrített levegővel működtetett katapulttal indíthattak útnak. Az egyik katapult a hajó közepén egy 8 m magas torony tetején kapott helyet és 360°-os szögben körbe lehetett forgatni. Bár kezdetben egy hangárt is terveztek rá, ezt csak 1938 nyarán kapta meg és 1939 végén már el is távolították, mivel nem felelt meg az elvárásoknak. A repülőgépek közül kettő a hangárban, kettő pedig a katapulton rögzítve kapott volna helyet. A hangár eltávolítása után rendszerint már csak egy repülőgép volt a fedélzeten.
A Cäsarra telepített katapultot csak a lövegtoronnyal együtt lehetett forgatni. Mögötte a hajó bal oldalán egy átrakó daru kapott helyet, melyet használaton kívül el lehetett fektetni a fedélzeten. Ennek segítségével az elől lévő katapult repülőgépét át lehetett rakni a hátsó katapultra (vagy éppen fordítva). Ehhez a két darunak át kellett nyújtania egymásnak a repülőgépet a levegőben. Mivel ez a katapult nehezebbé tette a lövegtorony számára a forgást és más nehézségeket is okozott, 1940 februárjában leszerelték.
Az Atlanti-óceánon való hosszú bevetés tapasztalatai alapján több repülőgépre volt szükség és ezeknek jobb tárolási és karbantartási lehetőségeket kellett biztosítani, ezért 1941 őszén Brestben egy új szerkezetet kapott. A régi katapult helyére egy kb. 27 m hosszú, 7 m magas és 6 m széles repülőgépcsarnokot telepítettek, melyen belül egy 14 m hosszú katapult is helyet kapott. Ezt 360°-ban körbe lehetett forgatni és az indításhoz a csarnok két oldalán lévő háromrészes tolóajtó egyikét ki kellett nyitni. A repülőgépet ily módon egyenesen a csarnokból lehetett startoltatni. Egy másik repülőgépet a csarnok hátulsó részében lehetett elhelyezni, egy harmadikat pedig a csarnok tetején. Az indításhoz a katapultot keresztirányba kellett fordítani és csak ezután lehetett a szárnyfelületeket rögzíteni. A csarnok felül zárt volt, kinyitni nem lehetett. Néhány próbaindításon kívül ezt a felszerelést többet már nem használták.

## Szolgálata

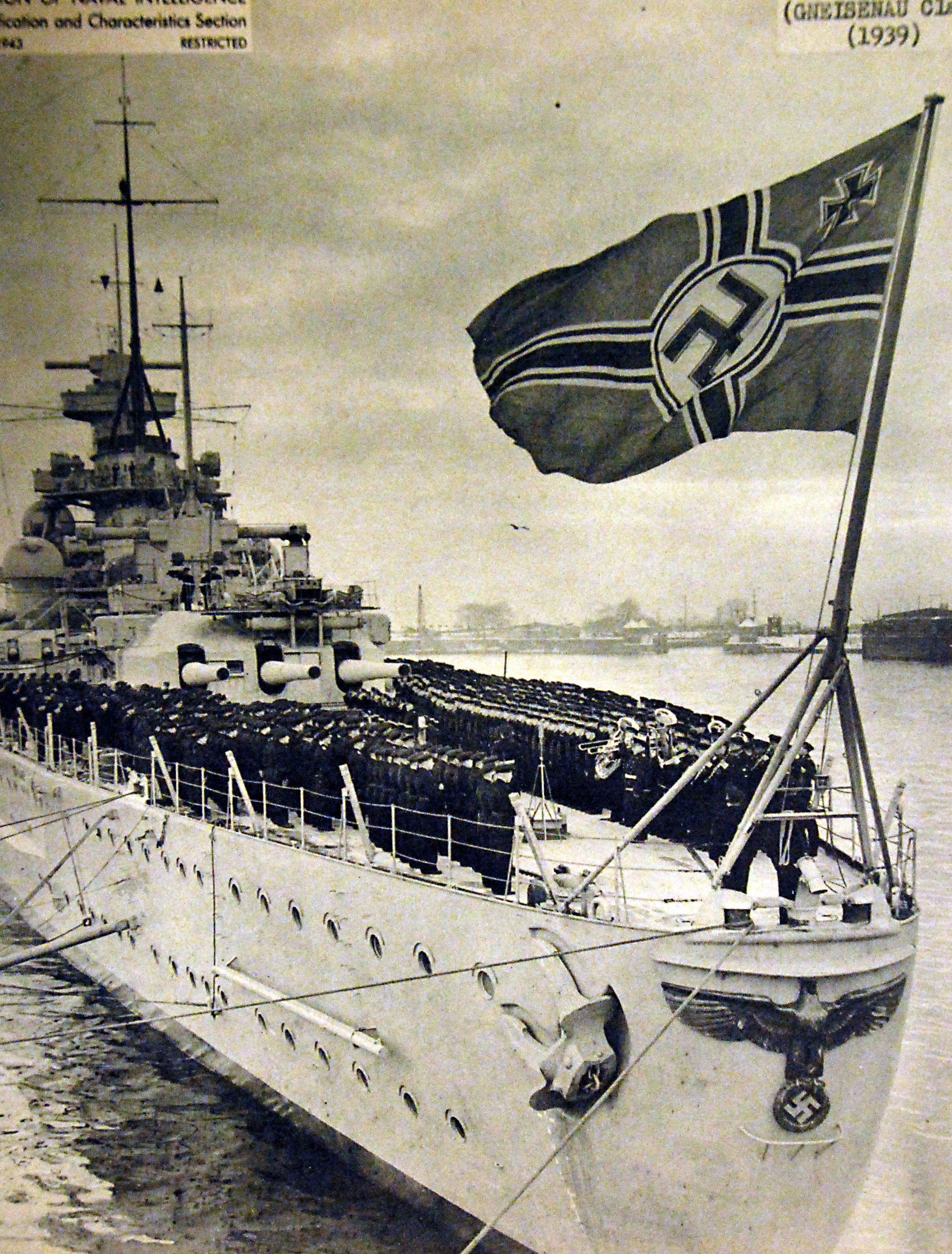
A Gneisenau tatrésze a Cäsar lövegtoronnyal és az arra szerelt katapulttal egy 1939-es felvételen

### Békeidőben
1938. június 30. és július 8. között tette meg első nagyobb tengeri útját. Kielből indulva a Nagy-Bælten majd a Skagerrakon át a norvég partok mentén hajózott fel Bergenig. Itt nyugatnak fordulva érkezett a Shetland-szigetekhez, melyeket északról kerülve délnek kanyarodott és megkerülte a Szent Kilda-szigetcsoportot. A Hebridáktól északra haladva ért a Pentland Firth-höz (Scapa Flow-tól délre), majd azon áthaladva és az Északi-tengert ismét átszelve a Kattegaton át tért vissza Kielbe.
1938. augusztus 22-én került sor a Prinz Eugen nehézcirkáló ünnepélyes vízrebocsátására, amit egy flottafelvonulás követett. Az alkalomból Hitler látogatást tett a Gneisenaura, mint a flotta leendő (és akkor épp aktuális) zászlóshajójára. Az események vendége volt Horthy Miklós kormányzó is, akinek tiszteletére a vízrebocsátáskor a Kieler Förde előtt horgonyzó Gneisenau főárbócának csúcsára felvonták a magyar zászlót.
1938 szeptemberéig újabb próba- és gyakorlóutak következtek a Balti-tengeren. 1938. szeptember 20-án első alkalommal futott be Wilhelmshavenbe. Itt úszódokkba került, amit tíz nap múlva már el is hagyott és visszatért Kielbe. 1938. szeptember 20. és 1939. június 20. között újabb próba- és gyakorlóutak következtek, melyek egy részét az Atlanti-óceánon hajtotta végre. 1939 elejétől a honi kikötője Kiel lett. Az 1939. június 2-12. között megtartott flottagyakorlaton a Gneisenau volt a flotta zászlóshajója. Erich Raeder tengernagy meghívására ekkor a vízrebocsátásakor beszédet mondó von Fritsch vezérőrnagy is a fedélzeten tartózkodott.
Az útjainak egyik nagy eseménye volt az 1939. június 12. és július 26. között az Atlanti-óceánon tett útja, melynek során elhajózott a Kanári-szigetekre, Madeirára és a Gibraltári-szorosba, majd visszafelé a Német-öbölben lőgyakorlatokat tartott. Mivel békeidő volt, főként gyakorló lőszert vitt magával és csak kevés éles lőszert.

### Első bevetések a háborúban
A háború 1939 szeptemberi kitörésére már visszatért a próbaútjáról Németországba. A brit hadüzenet utáni napon, szeptember 4-én 18:00 körül három Wellington bombázógép közelített feléje 1500 m magasságban, de a heves légvédelmi tűzből magukat még az előtt kivonták, hogy a bombáikat kioldhatták volna.
Október 7-9. között a Gneisenau a Köln könnyűcirkálóval és a Wilhelm Heidkamp, Friedrich Ihn, Diether von Roeder, Karl Galster, Max Schulz, Paul Jakobi, Bernd von Arnim, Erich Steinbrink, Freidrich Eckoldt rombolókkal a Északi-tenger északi részéig tört előre azzal a céllal, hogy nagyobb brit flottacsoportok figyelmét felkeltve azokat maguk után csalogassák és a Luftwaffe repülőgépeinek hatókörébe valamint egy tengeralattjárók alkotta vonal közelébe vonják őket. Bár a brit felderítőgépek észlelik a német köteléket, harcérintkezésre a hadművelet során nem kerül sor.
Novemberben Förste sorhajókapitányt Harald Netzbandt sorhajókapitány váltotta a hajó parancsnokaként. Az első harci bevetésére 1939. november 21-én futott ki Wilhelm Marschall tengernagy vezetésével. A Scharnhorsttal és a Köln könnyűcirkálóval valamint kilenc rombolóval kellett járőröznie Izland és a Feröer-szigetek között. A hadművelet célja a brit egységek lekötése volt, hogy ezzel enyhítsék a dél-atlanti vizeken tevékenykedő Admiral Graf Spee-re nehezedő nyomást. Két nappal később a német flottilla összetalálkozott a Rawalpindi segédcirkálóval.
A Scharnhorst nyitotta meg a tüzet, a Gneisenau nyolc perc múlva csatlakozott hozzá. A páncélozatlan brit hajó hamar súlyos sérüléseket szerzett és a 14 perces tűzharc után elsüllyedt. Marschall a hajótöröttek kimentésére utasította a Scharnhorstot, míg ő a Gneisenauval eközben biztosította. A Newcastle felbukkanása miatt Marschall félbeszakította a mentést és elhagyta a helyszínt. Négy kapitális hadihajó, a brit Hood csatacirkáló, a Nelson és Rodney csatahajók valamint a francia Dunkerque csatahajó, indult az elfogásukra. A németek november 27-én érték Wilhelmshavenbe. A visszavezető út során mindkét német csatahajóban jelentős károkat okozott az erős hullámzás és a viharos szél. A Kielbe való visszatérés után a Gneisenau szárazdokkba került a viharkárok kijavításához. A javítások ideje alatt a hajóorrt ismét átalakították, hogy jobb legyen a tengerállósága. A munkálatok után 1940. január 15-én a Balti-tengeren végzett próbajáratokat. Az Északi-tengerre való visszatérését a Vilmos-császár-csatornán át a jégpáncél akadályozta egészen február 4-ig.
1940. február 18-20. között került sor a Nordmark hadműveletre, melynek célja a Skandinávia és Nagy-Britannia közötti kereskedelmi útvonal támadása volt. A Gneisenau és a Scharnhorst mellett részt vett benne az Admiral Hipper nehézcirkáló és a Wilhelm Heidkamp, Karl Galster, Wolfgang Zenker rombolók. A Norvég-tengerig felhajózva a kötelék nem találkozott ellenséges hajóforgalommal, ezért február 19-én délelőtt a megtévesztésül brit zászló alatt hajózó csatahajók felküldtek egy-egy hidroplánt, de ezek sem találtak célpontot, mire délután visszaindultak Németország felé. Február 20-án érkeztek vissza Wilhelmshavenbe, ahol két nappal később eltávolították a Gneisenau hátulsó lövegtornyáról a katapultot és a hozzá tartozó darut.

### Weserübung hadművelet

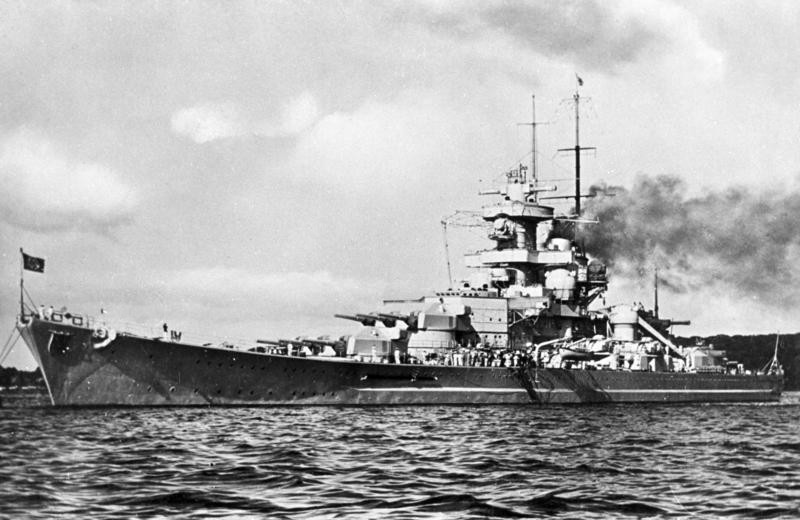
A Gneisenau egy kikötőben

A Weserübung során a Gneisenau a Scharnhorsttal együtt a Narvik és Trondheim megszállására induló német kötelékhez került beosztásra Günther Lütjens altengernagy parancsnoksága alatt, aki március 13-án a Gneisenaun vonta fel altengernagyi lobogóját. A két hajó április 7-én hagyta el Wilhelmshavent az Admiral Hipper nehézcirkáló és 14 romboló társaságában. A nehézcirkáló és a rombolók a két város megszállására kijelölt csapatokat szállította, a két csatahajó pedig biztosította őket. E napon 14:30 körül a három hadihajó ellen brit bombázók intéztek bombatámadást, de nem értek el találatot. Április 8-án reggel a Bernd von Arnim és Hans Lüdemann rombolók összetalálkoztak a Glowworm brit rombolóval. A csapatokat szállító rombolók kitértek és segítséget hívtak. A hamar beérkező Admiral Hipper leküzdötte a könnyebb ellenfelét. Az elsüllyedése előtt a saját füstjétől takarva a Glowworm még nekiütközött az nehézcirkálónak, de nem sérült meg komolyabban. A két csatahajó legénységét a harcállásukra rendelték, de a harcban nem vettek részt. 21:00-kor a két csatahajó a Vest-fjordtól nyugatra vett fel pozíciót, hogy távolról biztosítsa a narviki és a trondheimi partraszállást.

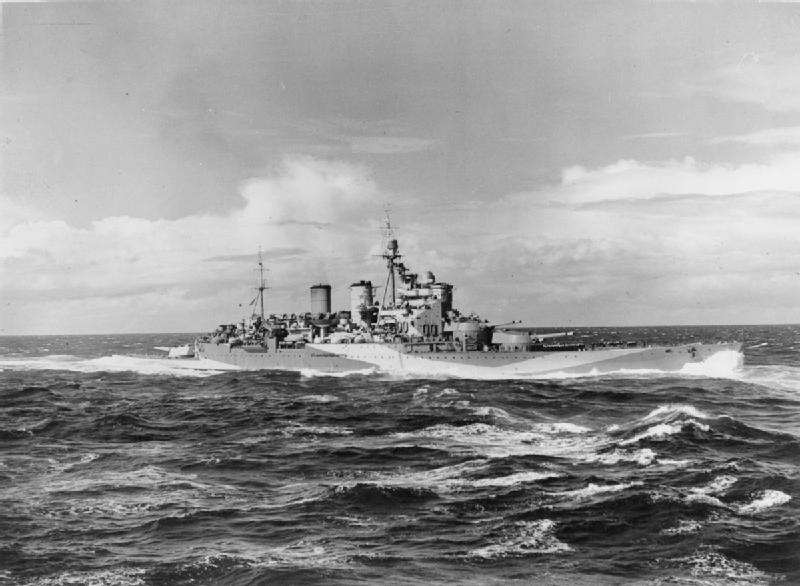
A Renown brit csatacirkáló

Április 9-én 04:30-kor a Gneisenau Seetakt radarja észlelt egy nagy hadihajót, mire a csatahajók legénységét a harcállásáukra rendelték. Az észlelt hajó a brit Renown csatacirkáló volt és az összecsapásban ez adta le az első lövéseket 05:05-kor. A Gneisenau két találatot ért el a Renownon. Az első nem robbant fel, a második pedig a felső fedélzetét eltalálva megrongálta a rádióberendezését. A két német csatahajó ezután kitérve megszakította a harcot. Ezzel csaknem egyidőben a Renown egyik 381 mm-es lövedéke eltalálta a Gneisenau irányítótornyát, de csak azt átütve robbant fel. Áthaladás közben számos elektromos kábelt átszakított és végzett egy tiszttel és öt sorállományú tengerésszel.
Két további 114 mm-es gránát érte még a csatahajót. Az egyik az Anton lövegtornyot találta el és a bal oldali távmérőjének ajtaját tönkretette. A nyíláson át ezután folyamatosan bejutott a víz a viharos tengeren. A másik 114 mm-es lövedék a bal oldali hátsó légvédelmi ágyút rongálta meg csekély mértékben.
A nehézgránát találata után a Gneisenau felhagyott a tüzeléssel és tovább fokozta a sebességét az ellenségtől való elszakadás érdekében. Lütjens altengernagy attól tartott, hogy a Renownt kísérő rombolók torpedótámadást kísérelhetnek meg a kíséret nélkül hajózó csatahajók ellen. Az összecsapás ideje alatt a Gneisenau 60 darab 28 cm-es és 8 darab 15 cm-es űrméretű lövedéket lőtt el. A nagy sebességgel való haladás során mindkét csatahajónak gondot okozott a hajóorrnál bejutó víz, ami működési zavart okozott az elülső lövegtornyuknál.
Az Admiral Hipper április 11-én reggel Trondheimnél csatlakozott a csatahajókhoz és a három hajó együtt tért vissza Wilhelmshavenbe, ahova másnap érkeztek meg. Itt a Renownnal vívott tűzharc során szerzett sérüléseit kijavították, majd április 26-29. között Bremerhavenben szárazdokkba került, hogy az esedékes karbantartásokat elvégezzék rajta. A javítások után a Balti-tengerre kellett volna mennie, de május 5-én miközben 22 csomós sebességgel haladt az Elba torkolata előtt, működésbe hozott egy a baloldali tatrészétől 21 méterre lévő mágneses aknát, mely 24 méterrel volt a hajótest alatt. A robbanás jelentős károkat okozott a hajótestben, ami kisebb vízbetöréssel és fél fokos bal oldali megdőléssel járt. A rázkódás keltette sokkhatás számos belső és külső komponensét megrongálta, így a jobb oldali alacsony nyomású turbinát és a hátulsó távmérőket is. A javításokat egy úszó szárazdokkban végezték el május 6. és 21. között. Ezután egy rövid bejárató cirkálóút következett a Balti-tengeren és május 27-én Kielbe már teljesen harckész állapotban tért vissza.

### Juno hadművelet
A Gneisenau és a Scharnhorst június 4-én hagyta el Wilhelmshavent Norvégia irányába. Útközben csatlakozott hozzájuk az Admiral Hipper és négy romboló. A Juno hadművelet célja az ellenség Norvégiába irányuló utánpótlási vonalainak megszakítása és ezzel együtt az itt harcoló német csapatokon lévő nyomás enyhítése volt. Június 7-én a hajóraj találkozott a Dithmarschen tartályhajóval, hogy az a nehézcirkálót és a négy rombolót ellássa üzemanyaggal. A következő napon fedezték fel az Oil Pioneer tartályhajót és az őt kísérő Juniper felfegyverzett halászhajót. A tartályhajót a Gneisenau közepes tüzérsége, a halászhajót az Admiral Hipper süllyesztette el. A németek ezt követően a levegőbe bocsátották az Arado 196 típusú hidroplánjaikat további ellenséges hajókat felderíteni. Az Admiral Hippert és a rombolókat a 19 000 tonnás Orama utasszállító elpusztítására küldték, míg az Atlantis kórházhajót hagyták zavartalanul folytatni az útját. Marschall tengernagy, aki betegszabadságról tért vissza vezetni a hadműveletet, az Admiral Hippert és a rombolókat Trondheimbe küldte üzemanyag-vételezésre, ő pedig a Harstad irányába folytatta az útját.

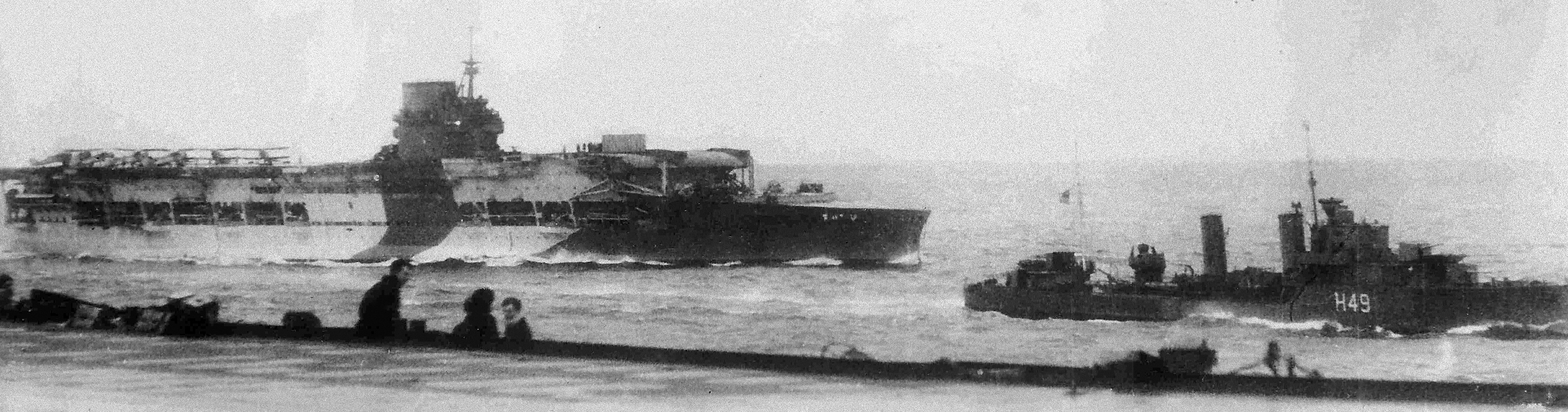
A Glorious 1940 májusában a norvég partok előtt

17:45-kor a német csatahajók észrevették a brit Glorious repülőgép-hordozót és két kísérő rombolóját, az Ardentet és az Acastát 50 km távolságban. A hozzájuk közelebb lévő Scharnhorst nyitotta meg rájuk a tüzet elsőként. 
A Scharnhorstnak azonban némi gondja volt a kazánjaival és ez az elérhető sebességét 29 csomóra korlátozta. Emiatt a Gneisenau meg tudta előzni a harc során. Bár a rombolók megpróbálták a Glorioust mesterséges ködbe burkolni, a csatahajók a Seetakt radarok segítségével be tudták mérni a távolságát. Nem egész egy órányi egyenlőtlen harc után a Glorious lángokban állt, a Gneisenau pedig az Acastára, a Scharnhorst pedig az Ardentre helyezte át a tüzét. Mielőtt az Acasta elsüllyedt, még kilőtt egy torpedósorozatot a Gneisenaura, amit az sikeresen ki tudott kerülni. Az egyik torpedó azonban eltalálta a Scharnhorstot, súlyos károkat okozva benne. Miután mind a három brit hajó el lett süllyesztve, Marschall az erőivel visszatért Trondheimbe, hogy a Scharnhorston elvégezhessék a sürgősnek mutatkozó javításokat. Időközben Marschall a Gneisenauval, az Admiral Hipperrel és a négy rombolóval ismét portyázni indult, de két nap múlva visszatért Trondheimbe, miután nyilvánvalóvá vált, hogy a brit konvojokat túl nagy erőkkel védik.
Marschall tengernagyot ekkor Günther Lütjens tengernagy váltotta átmenetileg a hajóraj élén és ő ugyanebben az összetételben indult el portyára Izland irányába. Azt a benyomást szándékozott kelteni, hogy ki akar törni az Atlanti-óceánra és ezzel elvonja a britek figyelmét a Trondheimből sérülten Németországba tartó Scharnhorstról. Haltentől 40 tengeri mérföldnyire (75 km) északnyugatra azonban a brit Clyde tengeralattjáró megtorpedózta a Gneisenaut. A három észlelt torpedóból kettő a hajó előtt haladt el, de a harmadik a hajó orrát érte, épp a repeszektől védő páncélöv előtt, súlyos károkat okozva. Nem sérült meg senki, de a hajó két elülső vízzáró rekeszébe jelentős mennyiségű víz került, sok üzemanyag elfolyt és emiatt csökkentett sebességgel vissza kellett térnie Trondheimbe. A hajóorron keletkezett nagy lyukon egy nagyobb csónak is könnyedén átfért. Trondheimben a Huascaran szervízhajó ideiglenes javításokat eszközölt rajta, ami után 28 csomós sebesség elérésére is képes volt és lehetővé tette, hogy július 25-27. között visszatérjen Kielbe.
Az út során az Admiral Hipper, a Nürnberg, négy romboló és hat torpedónaszád kísérte. A brit Honi Flotta (Home Fleet) egy nagy erejű köteléke igyekezett elfogni a flottillát, de nem sikerült rátalálnia, bár az első napon, július 25-én a brit Thames tengeralattjárónak sikerült kilőnie egy torpedót a csatahajóra, de az a lővonalba kerülő Luchs torpedónaszádot találta el és süllyesztette el.
Megérkezése után a Gneisenau a Howaldtswerke hajógyár szárazdokkjába került és itt öt hónapig – július 26-tól november 14-ig – javították. Augusztusban a hajó új parancsnoka Otto Fein sorhajókapitány lett, aki az aktív szolgálatának nagy részében fogja parancsnokolni.

### Berlin hadművelet
1940. december 7-én Lütjens tengernagy stábjával visszatért a Gneisenau fedélzetére. A Scharnhorst csatlakozott a Gneisenauhoz a Berlin hadműveletre készülve és december 28-án együtt hagyták el Kielt. A hadművelet során az Atlanti-óceánra kitörve kellett a brit hajózást támadniuk. A kemény viharok megrongálták a Gneisenaut, néhány hajóborda és tartóelem is eltörött, de a Scharnhorst ugyanakkor sértetlen maradt. A csatahajók a Bergenhez közeli Korsfjordhoz hajóztak, ahol bevárták a felsőbb utasításokat. A haditengerészet főparancsnoksága (OKM) a hajók legénységének nagy csalódására úgy határozott, hogy vissza kell térniük Gotenhafenbe a javítások elvégzésére. A Gneisenaunál meghibásodásokat észleltek a jobb oldali turbinájánál is. A két hetet igénybe vevő munkát elkerülendő az itteni kikötő jegesedéséből fakadó problémákat Kielben tervezték végrehajtani, ezért ide hajózott át. A javításokkal hamar végeztek és a két csatahajó 1941. január 22-én Lütjens tengernagy vezetésével elindult az Atlanti-óceán felé. A britek észre vették őket amint a Skagerrakon haladtak át és a Home Fleet nehéz egységeit az Izland és Feröer közötti átjáróba küldték ki. Első alkalommal január 22-én Izland és Feröer között próbálkoztak, de ezt meg kellett szakítaniuk az ellenség nagy aktivitása miatt. A német radarok már nagy távolságból jelezték a brit hajókat, így Lütjens egy esőfüggönybe behajózva elkerülhette a brit őrjáratokat. Ezután Lütjens az Izland és Grönland közötti Dánia-szoroson át próbálkozott az áttöréssel. Ez a kísérlet már sikerrel járt és február 3-án a két csatahajó maga mögött hagyta az utolsó brit őrvonalat is, ezzel kijutottak a nyílt Atlanti-óceánra.

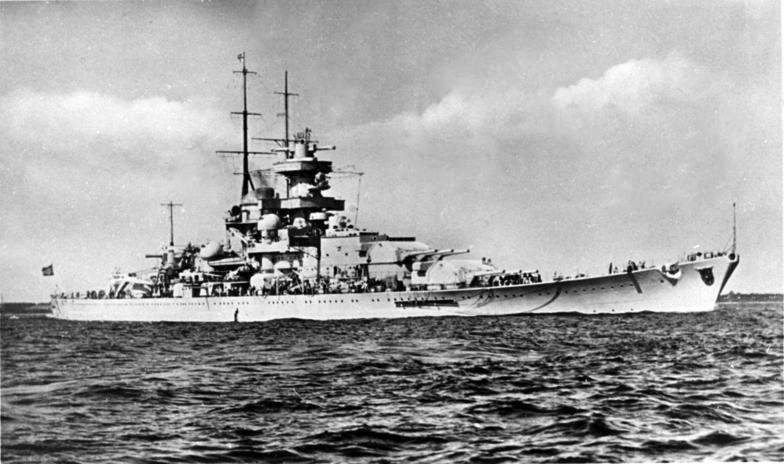
A Gneisenau egy 1939-es felvételen

Február 6-án a két hajó üzemanyagot vételezett a Schlettstadt tartályhajóról a Farvel-foktól délre. Február 8-án röviddel 08:30 után az őrszemek észlelték a HX 106 jelű konvojt, melyet azonban a Ramillies csatahajó kísért. Lütjensnek tiltották a parancsai a brit kapitális hajókkal való tűzharc vívását, így a konvoj elleni támadást lefújták. A Scharnhorst parancsnoka, Hoffmann sorhajókapitány azonban 23 km-re megközelítette a brit csatahajót azzal a szándékkal, hogy elvonja azt a konvoj mellől, így a Gneisenau szabadon támadhatta volna a kereskedelmi hajókat. Lütjens utasította Hoffmannt, hogy azonnal zárkózzon fel a zászlóshajó mellé. A két német csatahajó északnyugatnak hajózott tovább, hogy újabb hajók után kutasson. Február 22-én észrevettek egy nyugatnak tartó konvojt rakomány nélküli konvojt, mely a csatahajók felbukkanásakor szétszóródott. A Gneisenau hármat süllyesztett el közülük, egyet pedig a Scharnhorst. Összesen 25 784 BRT hajóteret süllyesztettek el.
Lütjens ezután úgy döntött, hogy új vadászterületet vált, mivel a szétszórt konvoj hajói segélykérő rádióüzeneteket adtak le. Az altengernagy a Fokváros-Gibraltár útvonalat választotta és a Zöld-foki-szigetektől észak-nyugatra helyezkedett. A két csatahajó március 8-án egy újabb konvojra bukkant, melyet a Malaya csatahajó kísért. Lütjens ismét megtiltotta a hajói számára támadást, de a konvojt nagy távolságból szemmel tartva tengeralattjárókat vezetett rá, hogy azok megtámadhassák. Két tengeralattjáró összesen 28 488 BRT hajóteret süllyesztett el március 7-8. éjszakáján. A Malaya a két német csatahajó felé vette az irányt és 24 km-re megközelítette őket, ahonnan azok már tűz alá vehették volna, de Lütjens nem kívánt harcba bocsátkozni vele. Ehelyett az óceán középső része felé vette az irányt, ahol az Uckermark (ex-Altmark) és az Ermland tartályhajókról üzemanyagot vételezett a csatahajóival március 12-én.
Március 15-én a két csatahajó a két tartályhajóval (ellátóhajóval) egy szétszóródott konvojra bukkant az óceán középső részén. A Gneisenau elfogott három tankert és elsüllyesztett egy negyediket, összesen 20 139 BRT hajótérrel. A következő napon egy konvojtól leszakadt hajókat észleltek. A Gneisenau hét hajót süllyesztett el 26 693 BRT hajótérrel, míg a Scharnhorst hatot 35 088 BRT hajótérrel. Az egyik elmenekülő hajó rádión jelentette a németek pozícióját, mire a Rodney és a King George V csatahajóikat küldték ki a britek az elfogásukra. A Scharnhorst és a Gneisenau a nagy sebességi fölényüket kihasználva egy esőfüggönybe tértek ki a tűzerősebb brit csatahajók elől. A felbukkanásuk alapján Lütjenst úgy ítélte meg, hogy további sikerek elérésére csekély már az esély és ezért Brest felé vette az irányt, ahova a hajói március 22-én érkeztek meg. A Gneisenau itt az időszakos karbantartás elvégzéséhez szárazdokkba került. A Berlin hadművelet során a Gneisenau 14 kereskedelmi hajót összesen 66 500 BRT hajótérrel semmisített meg vagy ejtett zsákmányul.

### A bresti légitámadások

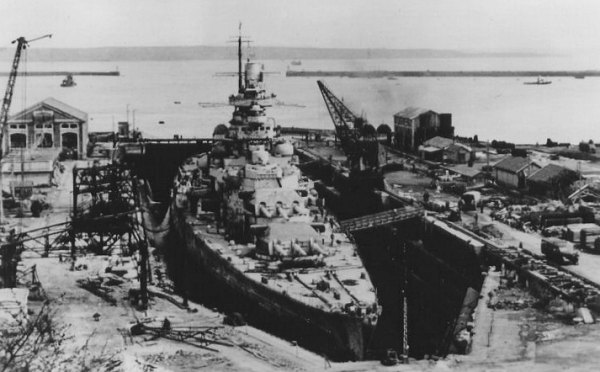
A Gneisenau az egyik bresti szárazdokkban
(1941. április 6.)

A Brestbe való megérkezés után a Gneisenau karbantartási munkálatait úgy időzítették, hogy 1941 májusában az új Bismarck csatahajó részvételével tervezett Rheinübung hadműveletre készen álljon. Azonban a kikötőben számos brit légitámadás célpontja lett, ami meghiúsította a terveket. Az elsőre március 30-31-ike éjjelén került sor, a másodikra április 4-5-ikén. Utóbbi során egy 227 kg-os páncéltörő bomba alig kerülte el a hajót. A karbantartási munkálatok elvégzéséhez április 4-én került szárazdokkba, de mikor másnap eltávolították a vizet, a bakok között egy sértetlen légibombát találtak. Emiatt el kellett hagynia a szárazdokkot, míg a bombát nem hatástalanítják. A kikötőben egy bójánál horgonyozták le átmenetileg. Torpedóvédelmi hálót nem vontak köréje.
Másnap, április 6-án reggel 07:16-kor a Gneisenau ellen egy magányos brit torpedóbombázó intézett támadást és ért el rajta találatot. A 176 kg robbanótöltettel rendelkező Mk XII típusjelzésű torpedó a csatahajót a jobb oldalán a hátulsó lövegtorony (Cäsar) magasságában érte, aminek következtében 3050 t víz került a hajótestbe és 2 fokos dőlést eredményezett. A vízbetörés a hajtóműveinek számos berendezését is tönkretette. A robbanás jelentős károsodást okozott az oldalpáncélzatában és a jobboldali valamint a középső hajócsavar tengelyében, de az ezen a ponton 4,5 méterre lévő torpedóválaszfal még csak el sem deformálódott. A rázkódás okozta sokkhatás a hajó elektromos berendezéseiben széleskörű károsodást okozott. Egy mentőhajóként is funkcionáló vontatóhajó állt be a csatahajó mellé és segített a víz kiszivattyúzásában. Miután a korábban talált bombát eltávolították, a Gneisenau visszatért a szárazdokkba, hogy a javításokat el lehessen rajta végezni rajta. A Bristol Beaufort pilótája Kenneth Campbell volt. A gépét csak akkor észlelték, mikor már csak 600 méterre volt a Gneisenautól. Röviddel a torpedó kioldása után a kikötő légvédelme lelőtte és három társával együtt életét vesztette. A németek katonai tiszteletadással temették el.
Három nappal később, április 9-10. éjszakáján brit bombázók 25 tonnányi 227 kg-os páncéltörő bombát dobtak le a hajóra, melyek közül négy talált. Mind a négy az elülső felépítmény jobb oldalán érte. A bombák közül kettő a fő páncélfedélzeten robbant fel, a másik kettő ellenben nem robbant. A támadás 72 ember azonnali halálát okozták, 90 főt megsebesítettek, közülük később 16 fő szintén elhunyt. A bombák kis mértékben megrongálták a fő páncélfedélzetet és okoztak némi szerkezeti kárt a hajó jobb oldalán. A Bruno lövegtornyot nem lehetett mozgatni, több irányítóegység átmenetileg használhatatlanná vált és a legénység harmadának lakóhelyisége megsemmisült.
A károk felméréséből kiderült, hogy torpedótalálat által a hajó hátsó részét ért károkat négy hónap, a bombatalálat révén az orr-részt ért károkat hat hónap alatt lehet kijavítani. Az a döntés született, hogy csak a legszükségesebb javításokat végzik el, amiket négy hónap alatt be lehet fejezni, és amíg a hajó szárazdokkban van módosításokat eszközölnek rajta. Ennek keretében 14 darab 2 cm-es űrméretű légvédelmi gépágyúval erősítették meg a légvédelmét és hat 53,3 cm-es űrméretű torpedóvető csővel szerelték fel, hármat-hármat kétoldalt a hajó középső részén a daruk előtt elhelyezve. A repülőgéphangár elhelyezésén módosítottak és a katapultot eltávolították annak tetejéről.
A britek közben folytatták a szárazdokkban álló hajó elleni bombatámadásokat, de további találatokat nem értek már el. 1942. február 6-án, miután már kijavítva próbajáratokat teljesített Brest előtt, a dokkban álló hajó ellen intézett egyik légitámadás során az egyik bomba közvetlen mellé csapódott be, egy méter hosszan megrongálva a külső héját. A kár nem volt jelentős, kijavítását a következő karbantartásának idejére halasztották.

### Cerberus hadművelet

A Cerberus hadművelet (1942. február 11-13.)

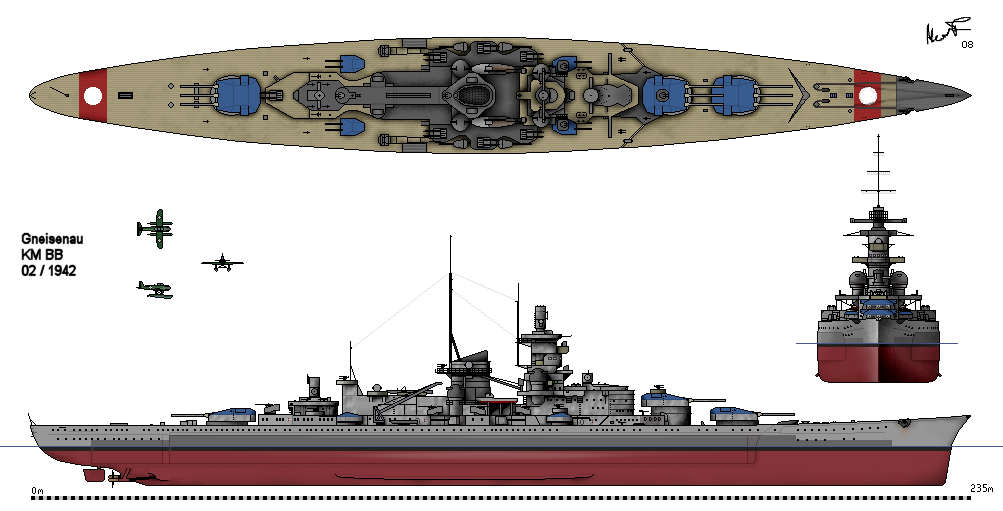
A Gneisenau a Cerberus hadművelet idején való megjelenésével

1942. január 12-én a Kriegsmarine főparancsnoksága egy Hitler jelenlétével megtartott konferencián olyan döntést hozott, miszerint a Franciaországban állomásozó nagy hadihajókat, a Scharnhorst és Gneisenau csatahajókat és a Prinz Eugen nehézcirkálót vissza kell vonni Németországba, hogy aztán Norvégiába áthelyezve a Szovjetunióba tartó angolszász konvojokat támadhassák. A Cerberus hadművelet fedőnevű akció révén elkerülhették az ellenség egyre hatékonyabb radarfelderítését és felderítő repülőgépeit. A hadművelet vezetésével Otto Ciliax altengernagyot bízták meg. Február folyamán aknaszedők tisztítottak meg egy sávot a La Manche-on, anélkül, hogy a briteknek feltűnt volna az aktivitás.
Február 11-én 23:00-kor a Scharnhorst, a Gneisenau és a Prinz Eugen elhagyta Brestet és egy órával később érték el a La Manche-t. A 27 csomós sebességet tartó hajók szorosan a part mellett haladtak. A brieteknek nem tűnt fel az indulásuk, mivel a kikötő megfigyelésével megbízott tengeralattjárónak vissza kellett térnie a bevetéséről az akkumulátorainak feltöltése végett. 06:30-ra elhagyták Cherbourg-t, ekkorra már egy topedónaszád-flottilla is csatlakozott hozzájuk. Ezt a flottillát Erich Bey vezette a Z 29 jelzésű romboló fedélzetéről. Adolf Galland, a vadászrepülők tábornoka (General der Jagdflieger) irányította a Luftwaffe vadász- és bombázó-erőit a Cerberus biztosítását célzó Donnerkeil (Mennykő) hadművelet keretében. A vadászgépek a hajók árbóccsúcsának magasságában repültek, hogy a brit radarok ne észlelhessék őket. Mindhárom hajón összekötőtisztek tartózkodtak, akik a légierő és a haditengerészet együttműködésében segédkeztek. Később német repülőgépek érkeztek, hogy dipólfelhővel zavarják a brit radarokat. 13:00-ra a hajók elhagyták a Doveri-szorost, de fél órával később hat Fairey Swordfish torpedóbombázó Spitfire vadászgépek kíséretében támadást intézett a kötelék ellen. A briteknek nem sikerült áttörni a német vadászgépek védőernyőjén és mind a hat Swordfish odaveszett. A következő két órában számos további támadást indítottak, de a német vadászgépek az összeset visszaverték. A nap folyamán a Gneisenau saját légvédelme hat ellenséges repülőgép lelövését könyvelte el.
16:17-kor öt brit romboló indított támadást a raj ellen, de az erős hullámzás és a borult ég akadályozta annak kivitelezését. A Gneisenau és a Prinz Eugen súlyos károkat okozott a Worcester rombolóban. 19:55-kor a Gneisenau Terschelling szigete előtt mágneses aknára futott. Az akna közvetlenül a hátsó lövegtorony előtt robbant, de csak kisebb károkat okozott. A csekély vízbetörést gyorsan elhárították, de a rázkódás leállította a középső turbinát. A csatahajó nem egész fél órára megállt, mielőtt folytatta volna az útját. 03:50-re a Gneisenau két romboló kíséretében elérte Helgoland szigetét. Miután itt csatlakozott hozzá a Prinz Eugen, Kielbe hajóztak tovább, de a Vilmos-császár-csatornánál lévő vastag jég miatt meg kellett állniuk Brunsbüttelnél. A kikötőbe való behajózáskor a Gneisenau egy víz alatti roncsnak ütközött. Az ütközés lyukat ütött a hajótesten és csekély mértékű vízbetöréssel járt. A Gneisenau másnap érkezett Kielbe, ahol a Deutsche Werke hajógyár úszó szárazdokkjába került.

### A kieli légitámadás

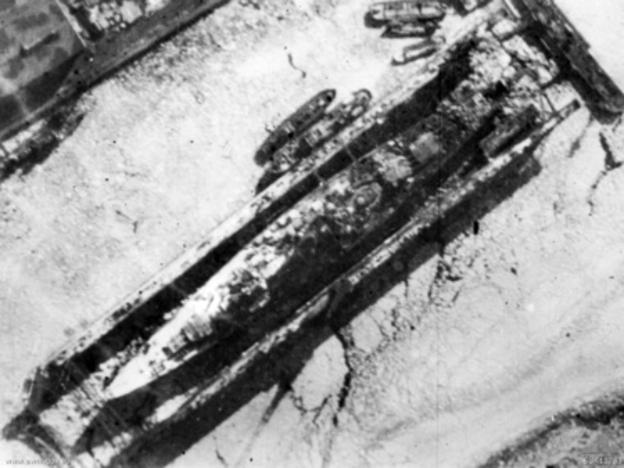
Brit légifelderítés felvétele a szárazdokkban álló, kiégett orrú Gneisenauról, 1942 március

A Gneisenau aknatalálat okozta sérüléseit csekélynek minősítették és úgy számoltak, hogy két hét után elhagyhatja a Kielt. Dokkba állás esetén a szabályzat szerint minden lőszert el kellett távolítani a hajóról, de a tervezett rövid tartózkodásra valamint a kieli kikötő befagyására tekintettel, ami miatt a kipakolás legalább három napot vehetett igénybe, a flottaparancsnokság engedélyezte a muníció lőszerraktárban hagyását és csak a lövedékek gyújtószerkezetét távolították el.
A javításokkal 1942. február 26-án végeztek és március 6-án tervezték útra indítani Norvégiába. Annak ellenére, hogy még mindig szárazdokkban állt, a lőszerkészleteit ismét feltöltötték és az áthelyezés előtti pár rövidebb próbajárat végrehajtására készítették elő. Február 26-27-én éjjel a britek egy nagy erejű légitámadást indítottak a hajó ellen. A hajót éjfél előtt nem sokkal egyetlen bombatalálat érte. Ez a hajó elejét találta el és a felső fedélzetet, majd az ütegfedélzetet átütve a páncélfedélzetnek csapódva robbant fel, közel az alsóbb szinten lévő lőporraktárak egyik szellőzőnyílásához. Izzó repeszdarabok találták el a hüvelyeket és ezek lángra lobbantották a lőport.
Ezt a lőpor lángra lobbanásának láncreakciója követte, ami lőporraktárban tárolt lőport is lángra lobbantotta, míg az Anton lövegtorony teljes összes lőpora tüzet fogott. A nyomás robbanásszerűen terjedt szét, a lövegtorony körbeforgatható részét megemelte és pár fokkal elfordította. A gázok egy része az ütegfedélzeten át tört magának utat, ahol felfelé tört ki a felső fedélzet egy a hajó jobb oldalától a bal oldaláig érő 6 m széles páncéllemezét az egyik hegesztési varratnál a hozzácsatolt lemeztől leszakítva 180°-kal hátracsapta. Az „A” lövegtorony kezelői mind azonnal életüket veszítették. A lőszerraktárt gyorsan elárasztották, hogy megakadályozzanak egy még katasztrofálisabb robbanást. A robbanás 112 emberrel végzett és 21-et megsebesített.
Az elesetteket március 4-én a Kieler Ehrenfreidhofban helyezték végső nyugalomra. A hajó orr-része teljesen kiégett és javíthatatlanná vált. Az Anton lövegtornyot kiemelték a barbettájából és a felső fedélzetet járhatóvá és a legénységi szálláshelyeket lakhatóvá tették, a megégett felületeket újrafestették, majd a hajót március közepén áthelyezték Wikbe (a kieli kikötő egy másik részébe). Március 24-én Erich Raeder vezértengernagy tett látogatást és mondott beszédet a hajó fedélzetén. Ezt követően a legénység nagy részét máshová vezényelték át. Csak azok maradtak a fedélzeten, akikre szükség volt a hajó kijavításához.
A jelentős mértékű károsodásra való tekintettel a haditengerészet úgy döntött, hogy inkább átépítik a Gneisenaut és felszerelik az eredetileg is tervezett hat darab 38 cm-es ágyúval, mintsem egyszerűen kijavítsák. A sérült orr-részt el akarták távolítani, hogy egy meghosszabbított orral lássák el, melynek révén a hajóoldal magasságát a nehezebb lövegtornyoknak megfelelően növelni lehetett. A hajótest és a meghajtás sértetlen maradt, így 1942. április 4-én a hajó Wikből Gotenhafenbe indulhatott a Schlesien kiképzőhajó és a Castor jégtörő kíséretében, ahol az átépítést és az átfegyverzést végre akarták hajtani rajta. Rügennél már eltűnt a jég, így innen egymaga haladhatott tovább.
A tervek szerint a munkálatok egy évet vettek volna igénybe. Ehhez július 1-én formálisan kivonták a szolgálatból. A legénységének tagjait kifizették a bérét és a tengeralattjáró-fegyvernemhez helyezték át őket. 1943 elejére a hajót már kellőképpen rendbehozták ahhoz, hogy az átalakításához hozzálássanak, azonban Hitler az 1942 decemberében vívott barents-tengeri csata kudarca után, 1943 februárjában a munkálatok megszakítására adott parancsot. A Gneisenau fegyverzetét leszerelték, a 28 cm-es és 15 cm-es ágyúit partvédelmi ütegekként alkalmazták.

### Önelsüllyesztése
A Gneisenau hajóteste álcahálókkal takarva a háború végéig Gotenhafenben maradt, miközben nem hasznosították semmilyen célra. A Vörös Hadsereg közeledtekor a megmaradt legénysége a kikötő előtt torlaszhajóként elsüllyesztette 1945. március 27-én. 1947-ben a lengyel kormányzat elrendelte a hajó eltávolítását és ekkor kezdődtek az első kiemelési munkálatok. A hajótest nyílásait tömítették és 1951. szeptember 21-én úszóképessé tették, ezután pedig teljesen lebontották, bár úgy tartják, hogy a róla származó acél egy részét felhasználták lengyel kereskedelmi hajó építésekor. Ezidáig ez volt a legnagyobb hajó, melyet kiemeltek a vízből.

## Lövegeinek felhasználása

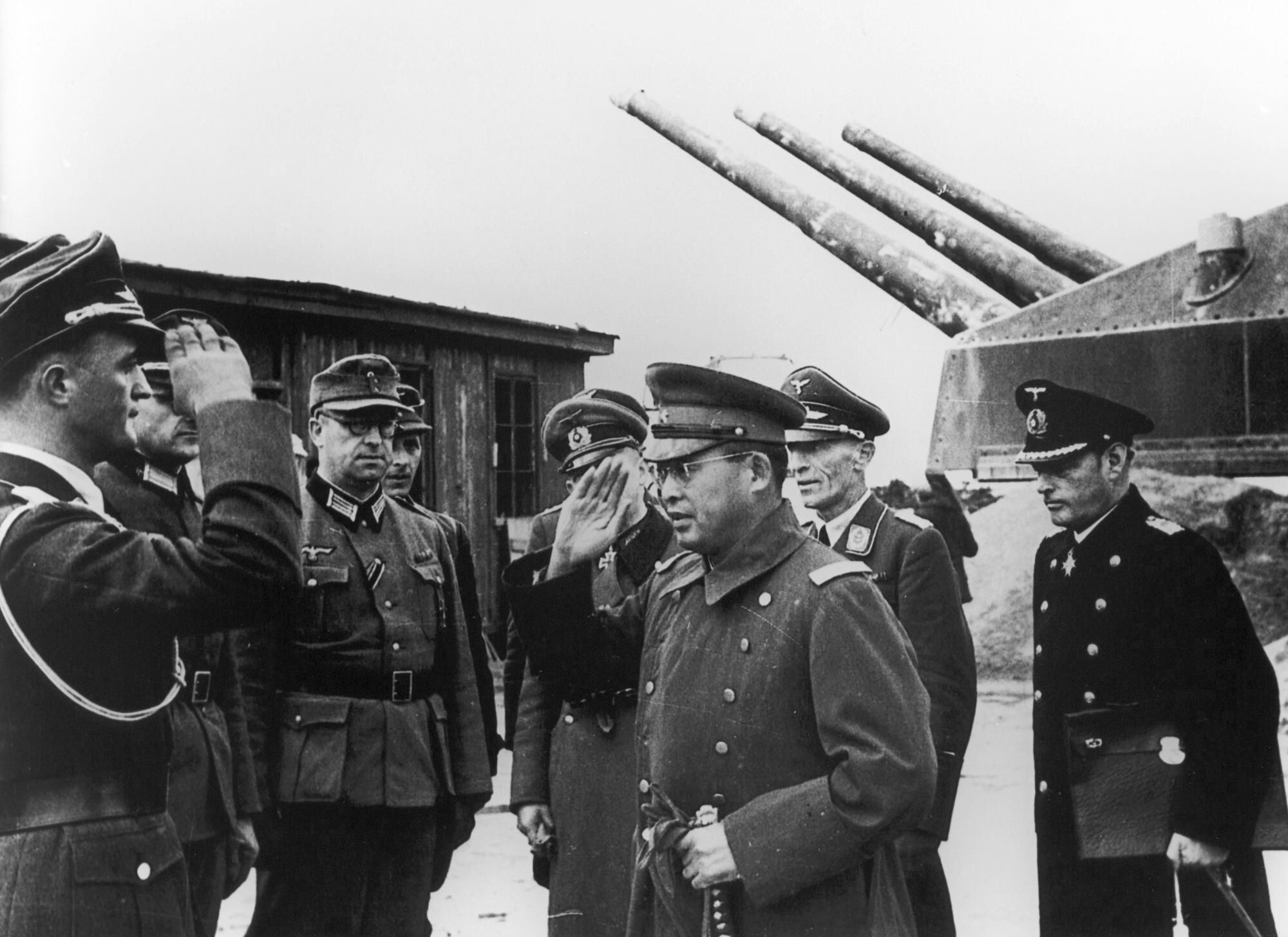
A Svédországba delegált japán katonai attasé látogatása a Fjell erődbe, háttérben a Bruno lövegtorony (1943)

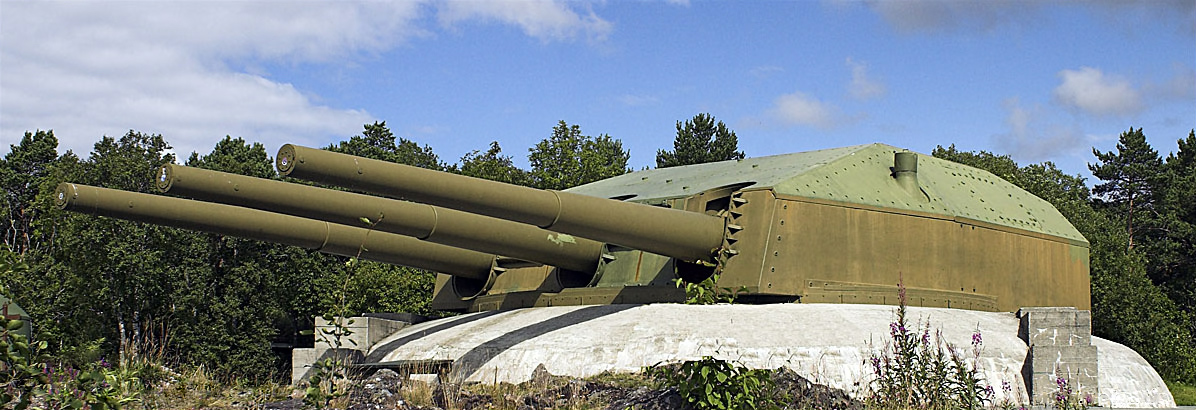
A Cäsar az Austrått Fortban

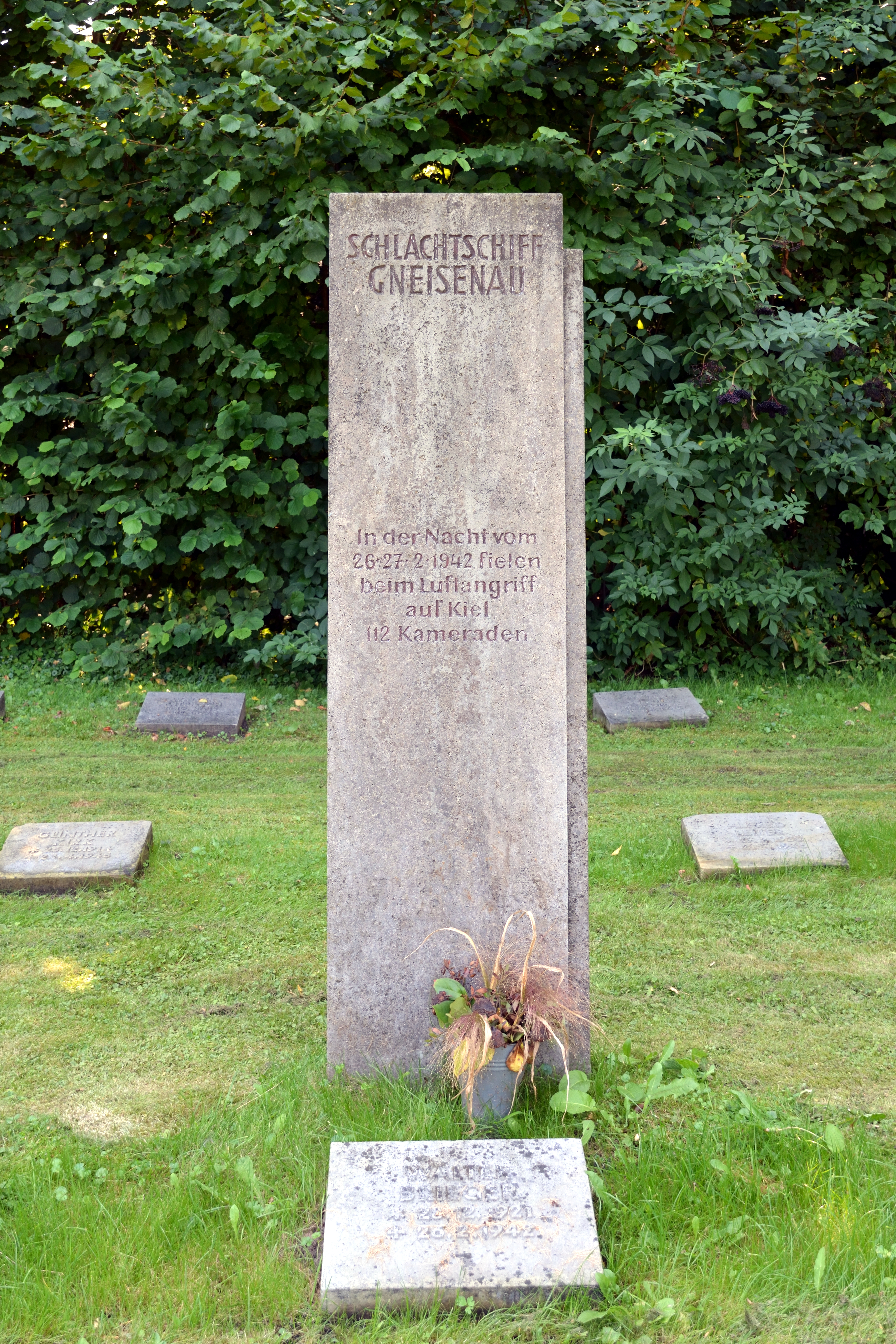
A csatahajót ért 1942, februári bombatámadás áldozataira emlékeztető sztélé a kieli Nordfriedhofban

1943 januárjában a hajó lövegeit leszerelték. A Bruno és Cäsar lövegtornyokat Norvégia partjainak védelmére telepítették. A Bruno a Bergen előtti Sotra szigeten lévő Fjell erődbe (Festung Fjell) került és 1943. július 1-re készült el. A Cäsar Ørland üteg (Batterie Ørland) néven a Trondheim-fjord hasonló nevű szigetére került és 1943 szeptemberére vált bevethetővé. Később ez az üteg az Agdenes erőd (Festung Agdenes) nevet kapta. Az Anton három lövegét Hoek van Holland közelében külön lövegtornyokban helyezték el. E gyenge páncélzatú lövegtornyok képezték a Rozenburg üteget (Batterie Rozenburg). A 15 cm-es ágyúk lövegtornyai közül kettő a dán Fanø szigetre került. A közepes tüzérség lövegei közül néhány Wangerooge szigetén a Jade és Jade-Ost ütegekhez kerültek.
A lövegek leszámítva a 60-as években szétbontott és ócskavasként értékesített Bruno lövegeit még mindig megtalálhatók Norvégiában, Dániában és Hollandiában. Norvégia 1979-ben felkínálta a trondheimi lövegtorony visszaszolgálatását, de az ajánlatot visszautasították. A lövegtorony ezután az Ørland szigeten múzeumként lett berendezve, így a Cäsar az Austrått fort múzeum részét képezve manapság is látogatható. Az Anton lövegeinek egyes részei a Hoek van Holland melletti Stichting Fortban vannak kiállítva. A Fanø sziget 15 cm-es lövegeit az 50-es években leszerelték és az Øresund védelmének megerősítésére Sjælland szigetének délkeleti partján helyezték el. Az ütegeket csak 2000-ben vonták ki a szolgálatból és a Stevensfort Hidegháborús Múzeum (Koldkrigsmuseum Stevnsfort) őrzi meg őket azóta.
A Gneisenau számára legyártott 38 cm-es lövegek közül kettőt Dánia nyugati partján, Blåvand település közelében Tirpitz üteg néven akartak elhelyezni 1944-ben, de erre már nem került sor. A lövegek számára kialakított bunker az ágyúk alapzatával máig megmaradt. Az egyik 38 cm-es löveg Museumscenter Hanstholm területén van kiállítva.

## A hajó parancsnokai
| 1938. május 21. – 1939. november 25.    | Erich Förste sorhajókapitány              |
| 1939. november 26. – 1940. augusztus    | Harald Netzbandt sorhajókapitány          |
| 1940. augusztus 20. – 1942. április 14. | Otto Fein sorhajókapitány                 |
| 1942. április 15. – 1942. április 17.   | Rudolf Peters sorhajókapitány (megbízott) |
| 1942. május – 1942. július              | Wolfgang Kähler fregattkapitány           |

## Fordítás
- Ez a szócikk részben vagy egészben  a   German battleship Gneisenau című angol Wikipédia-szócikk ezen változatának fordításán alapul.  Az eredeti cikk szerkesztőit annak laptörténete sorolja fel. Ez a jelzés csupán a megfogalmazás eredetét és a szerzői jogokat jelzi, nem szolgál a cikkben szereplő információk forrásmegjelöléseként.
- Ez a szócikk részben vagy egészben  a   Gneisenau (Schiff, 1936) című német Wikipédia-szócikk ezen változatának fordításán alapul.  Az eredeti cikk szerkesztőit annak laptörténete sorolja fel. Ez a jelzés csupán a megfogalmazás eredetét és a szerzői jogokat jelzi, nem szolgál a cikkben szereplő információk forrásmegjelöléseként.

## Linkek
- Schlachtschiff Gneisenau – a csatahajó részletes ismertetése a Schlachtschiff.com oldalon (német)
- Gneisenau – a csatahajó részletes ismertetése a Scharnhorst-class.dk oldalon (angol)
- Schlachtschiff Gneisenau
- Erwin F. Sieche: German Radar Equipment of World War II Archiválva 2011. augusztus 13-i dátummal a Wayback Machine-ben
- Izolde Johannsen (2018) A furfangos fivérek Budapest, Underground Kiadó ISBN 978-615-00-2376-2